# Bernardo Navagero
Bernardo Navagero (Venecia, 1507 – Verona, 13 de abril de 1565), fue un humanista, diplomático y cardenal veneciano del siglo XVI. Fue embajador veneciano en Roma durante el papado de Paulo IV. Nombrado cardenal por Pio IV en 1561, fue obispo de Verona y, en 1563, legado a latere en el concilio de Trento.